# Gare de Chambésy
La gare de Chambésy est une gare ferroviaire située sur le territoire de la commune genevoise de Pregny-Chambésy, en Suisse. Elle constitue une infrastructure des Chemins de fer fédéraux suisses (CFF) et bénéficie d'une desserte assurée par les trains du réseau Léman Express.

## Situation ferroviaire
Établie à une altitude de 392 mètres, la gare de Chambésy se situe au point kilométrique 56,62 de la ligne Lausanne – Genève. Elle s'inscrit entre les gares de Genève-Sécheron et des Tuileries.

## Histoire

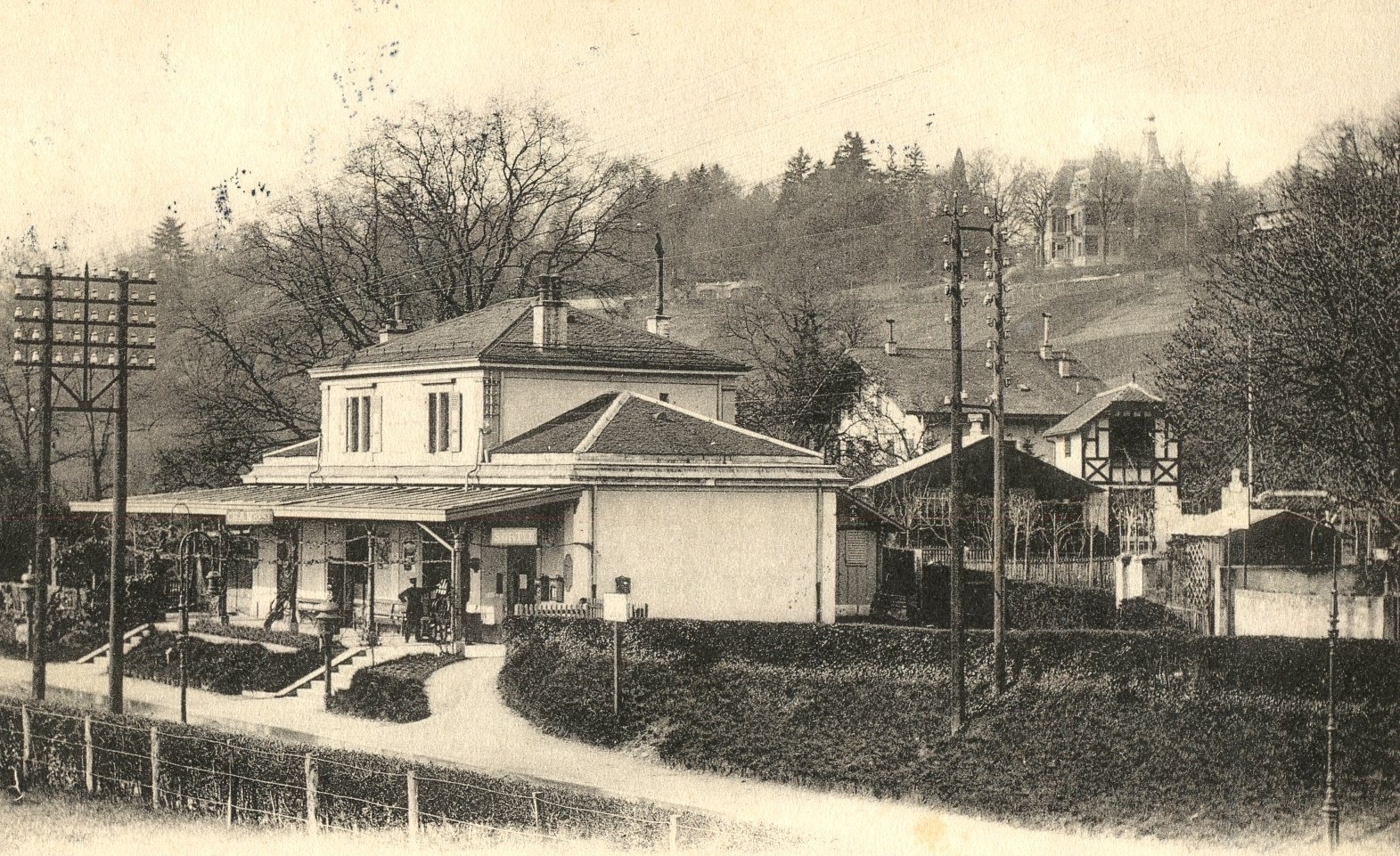
L'ancienne gare, datant de 1861.

### Première et deuxième voies
La première voie ferrée, construite en 1857, comprend deux voies reliant Genève à Versoix. À cette époque, les gares se limitent à de simples abris en bois. La mise en service officielle de la ligne intervient le 18 juin 1858, bien que les bâtiments ne soient achevés qu'en 1861. Si l'architecte du bâtiment demeure officiellement inconnu, il est probable que la gare soit conçue selon les plans-types de Jean Franel, dont plusieurs réalisations similaires sont documentées,.             
En septembre 1877, la Compagnie des chemins de fer de l'Ouest suisse annonce l'établissement de trains de banlieue, avec des arrêts prévus aux passages à niveau. Une halte est alors créée au chemin de l'Impératrice, prenant le nom de halte de Pregny (46° 13′ 44″ N, 6° 08′ 46″ E
).             
Dans les années 1940, la partie supérieure du bâtiment s'allonge sur la partie sud du rez-de-chaussée.             
Le 16 octobre 1987, la gare est inscrite à l'inventaire des objets protégés par le Département des Travaux Publics du canton de Genève,.             

### Troisième voie

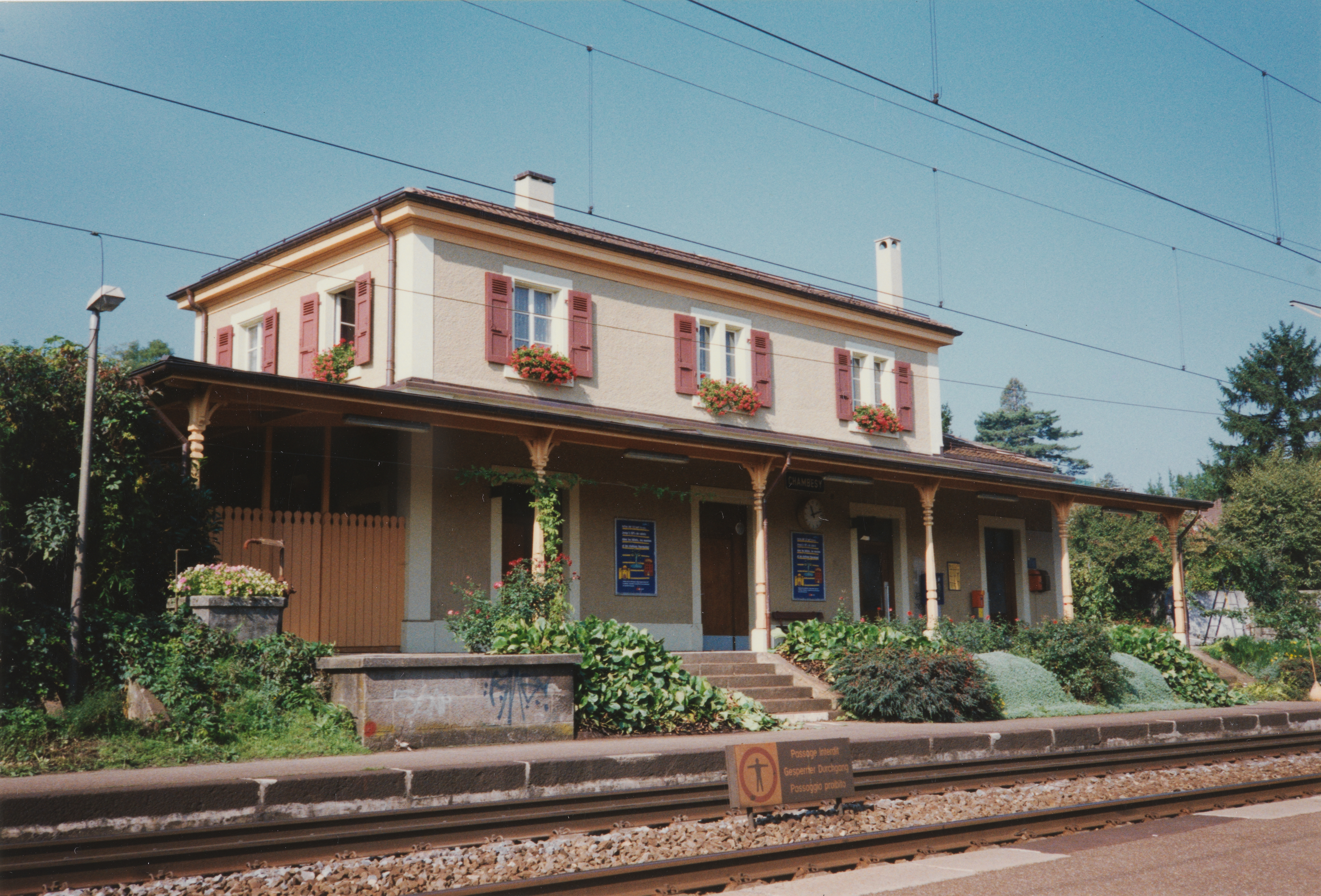
L'ancienne gare en 1994.

En 2001, le bâtiment de la gare, ainsi que plusieurs maisons situées le long de la voie ferrée, sont démolis pour permettre la mise en service de la troisième voie CFF entre la gare de Coppet et celle de Genève-Cornavin, inaugurée le 2 octobre 2004 et mise en service le 12 décembre de la même année. Cette troisième voie facilite l'introduction d'une cadence horaire, avec un train toutes les demi-heures. L'ancienne gare cède ainsi la place à un quai latéral, situé de l'autre côté des voies.

### Quatrième voie
Le 6 octobre 2015, les CFF, le canton de Genève et le canton de Vaud financent à hauteur de 116 millions de francs suisses l’aménagement des gares de Chambésy et de Mies. Cet aménagement consiste à créer deux îlots, permettant ainsi l’ajout d’une quatrième voie et la construction d’un nouveau quai central. 
Le 14 mai 2017, le nouveau quai central est ouvert, tandis que l’ancien quai latéral est fermé en vue de sa destruction.
Les travaux, achevés le 9 juin 2018, permettent de mettre en place une cadence de circulation de trains toutes les 15 minutes,. Cependant, en raison de problèmes liés à l'acquisition des terrains, la planification des travaux subit un retard de six mois,,.
L'inauguration de la nouvelle gare a lieu le 23 juin 2018.

### Léman Express

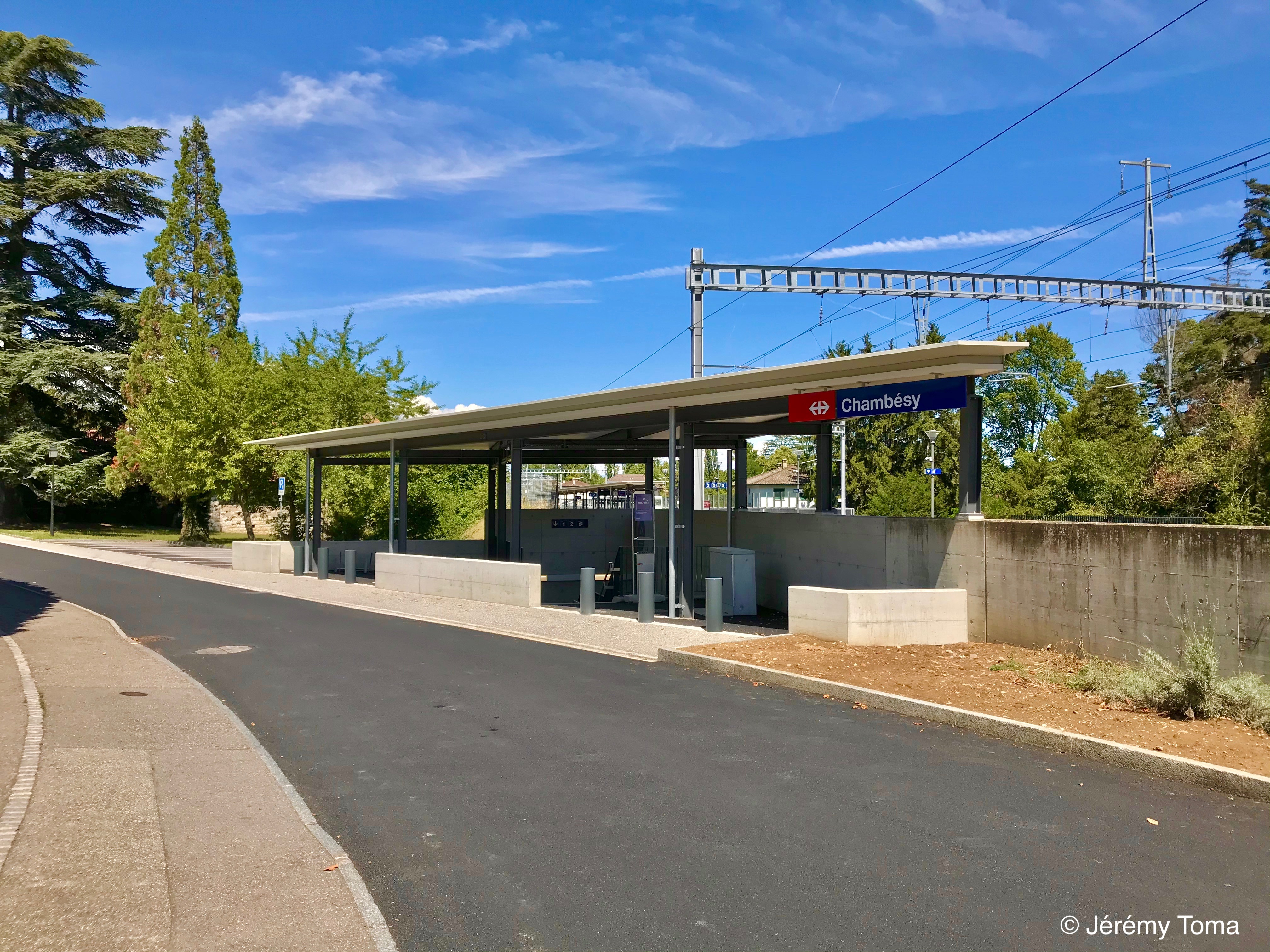
L'entrée de la gare depuis le chemin des Cornillons.

Le 15 décembre 2019, a lieu l'inauguration de la nouvelle ligne de bus 59 et du Léman Express, en présence du conseiller d'État genevois Serge Dal Busco, de la présidente du Conseil d’administration des TPG Anne Hornung-Soukup, du directeur général de Lémanis Mario Werren, du responsable opérationnel d'Unireso Rémy Burri, ainsi que du Conseil administratif de la commune de Pregny-Chambésy.

## Service des voyageurs

### Accueil
La gare est composée d'un quai central de 220 mètres de long, se trouvant entre la troisième et quatrième voie. On y accède par trois passages sous-voie :
- Depuis le Chemin des Cornillons (escaliers) ;
- Depuis les Chemins du Vengeron et de Chambésy (escaliers et rampes) ;
- Depuis la Place de la gare de Chambésy (escaliers).

Bien que la gare possède des rampes d'accès, celles-ci ne sont pas aux normes pour les personnes à mobilité réduite.

### Desserte
La gare est desservie par les trains Léman Express qui relient la gare de Coppet aux gares d'Évian-les-Bains (L1), d'Annecy (L2), de Saint-Gervais-les-Bains-Le Fayet (L3) et d'Annemasse (L4).

### Intermodalité
La gare est desservie de façon directe par la ligne 59 des Transports publics genevois via l'arrêt Chambésy, gare situé sur le chemin de Chambésy et à distance à l'arrêt Chambésy, place desservi par la ligne de bus 20 de ce même réseau est situé à 460 m de la gare, dans le hameau de Chambésy-Dessus.

## Photos de la gare

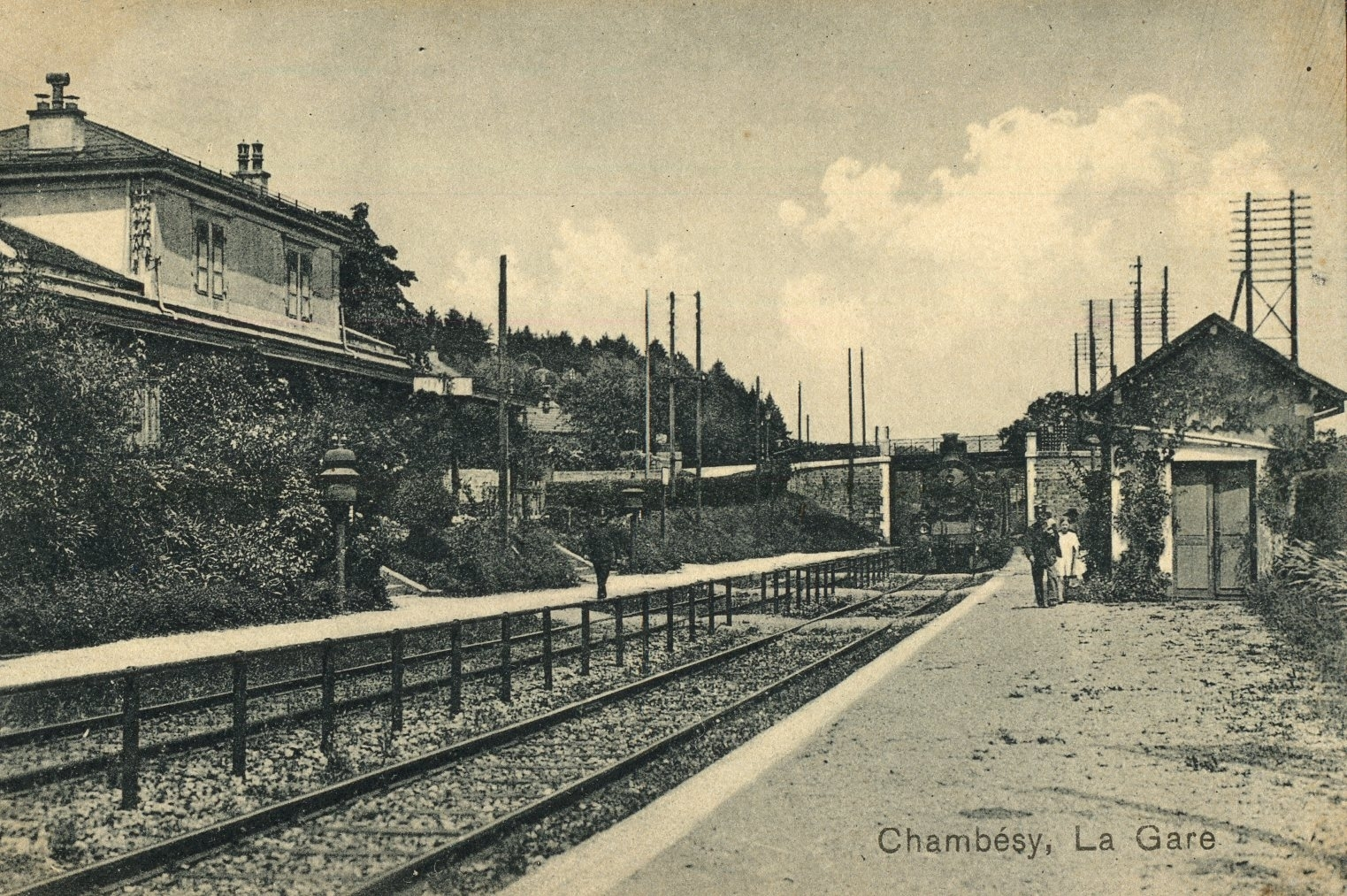
La gare en 1900.
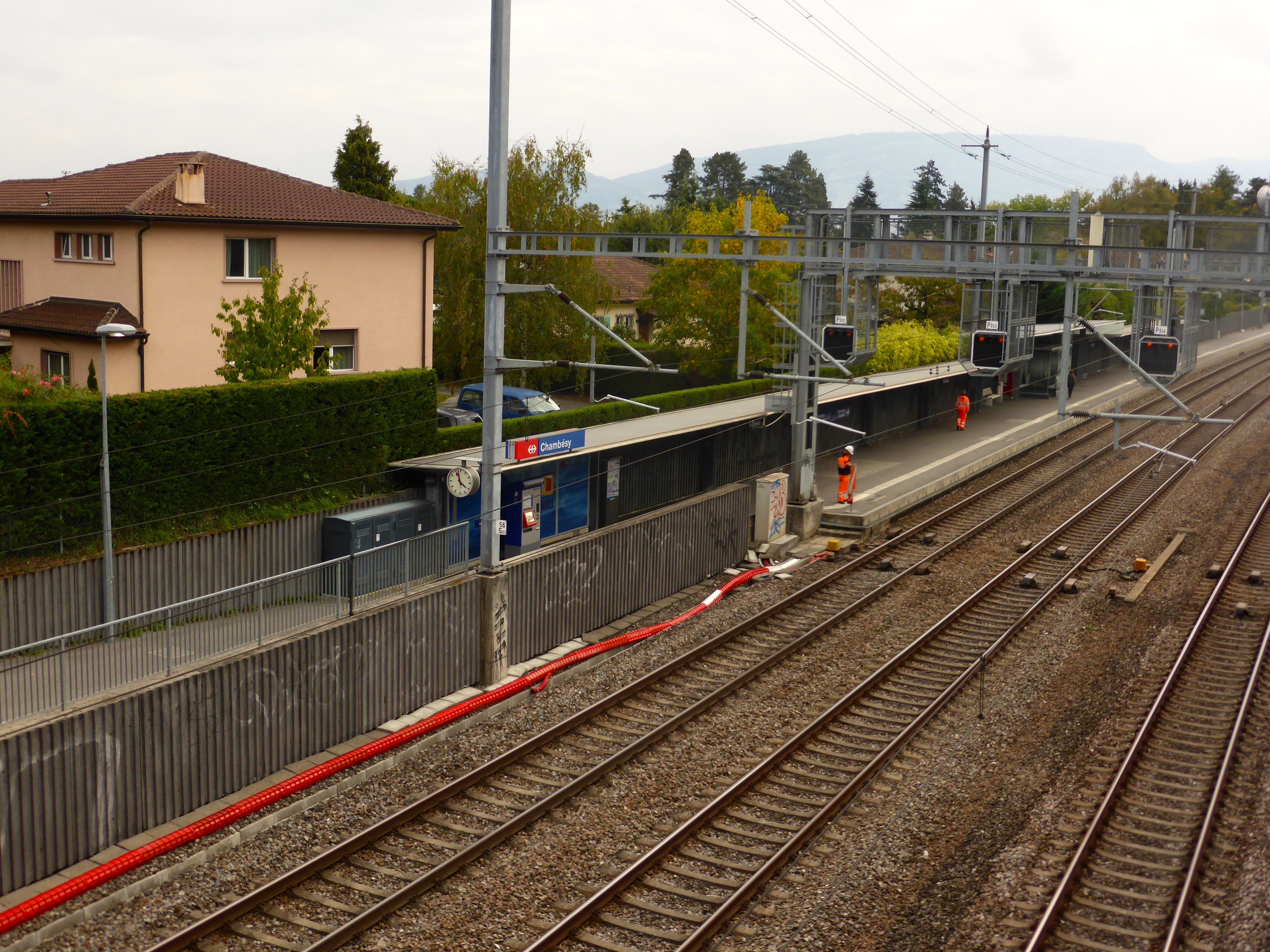
La gare en 2015, avant les travaux du Léman 2030.
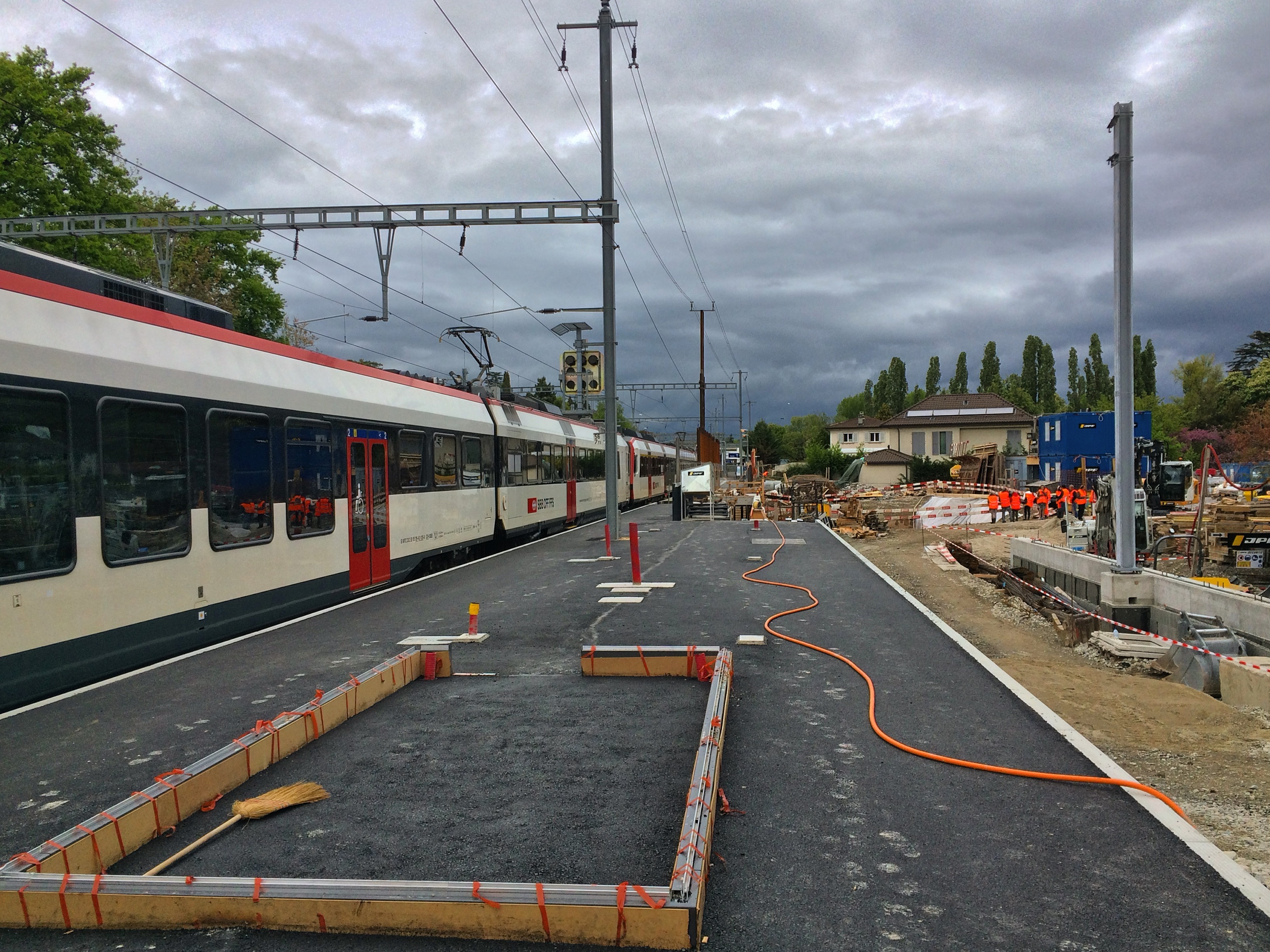
La gare en avril 2017, pendant la construction du nouveau quai pour le Léman 2030.
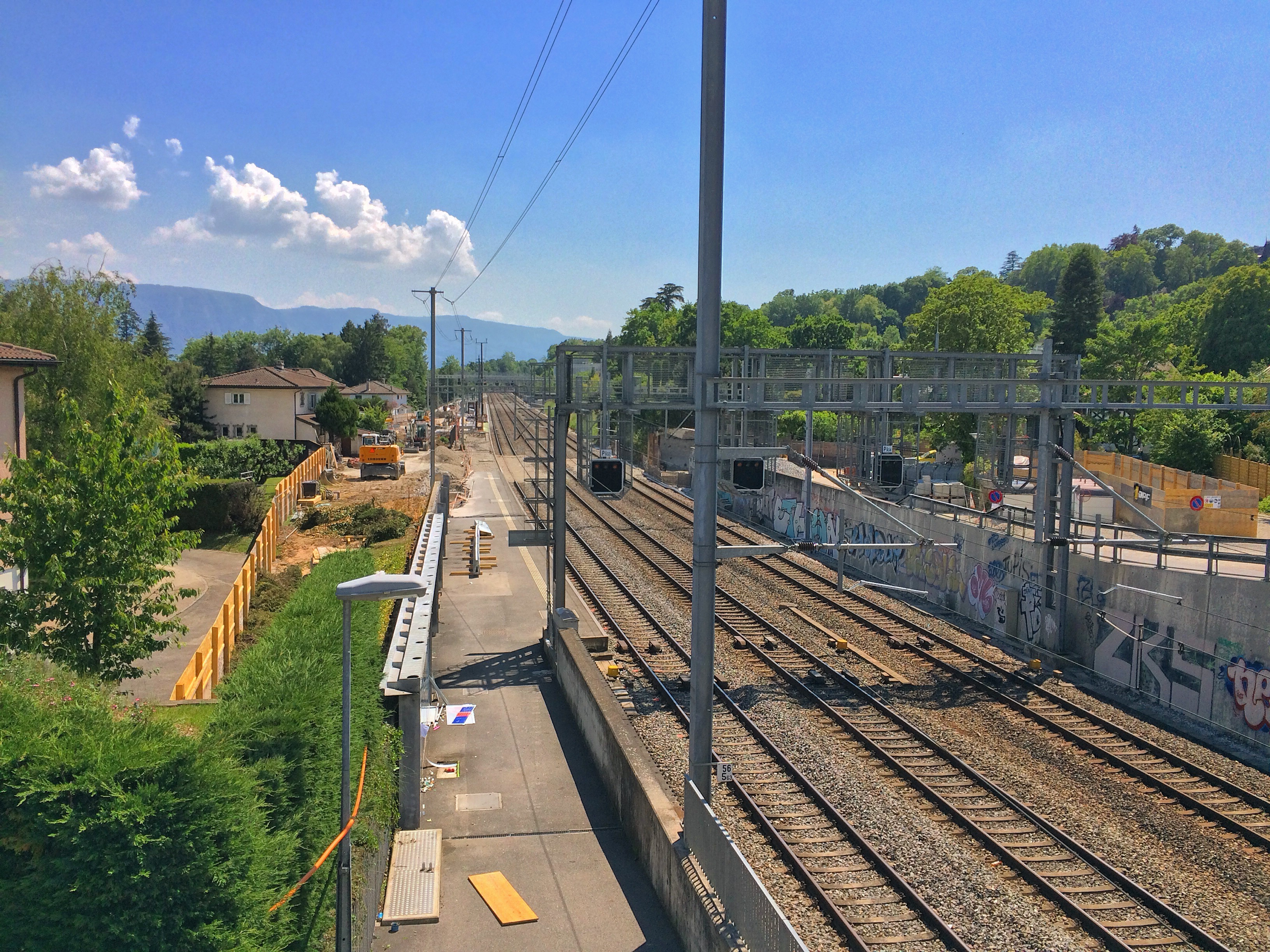
Destruction de l'ancien quai.
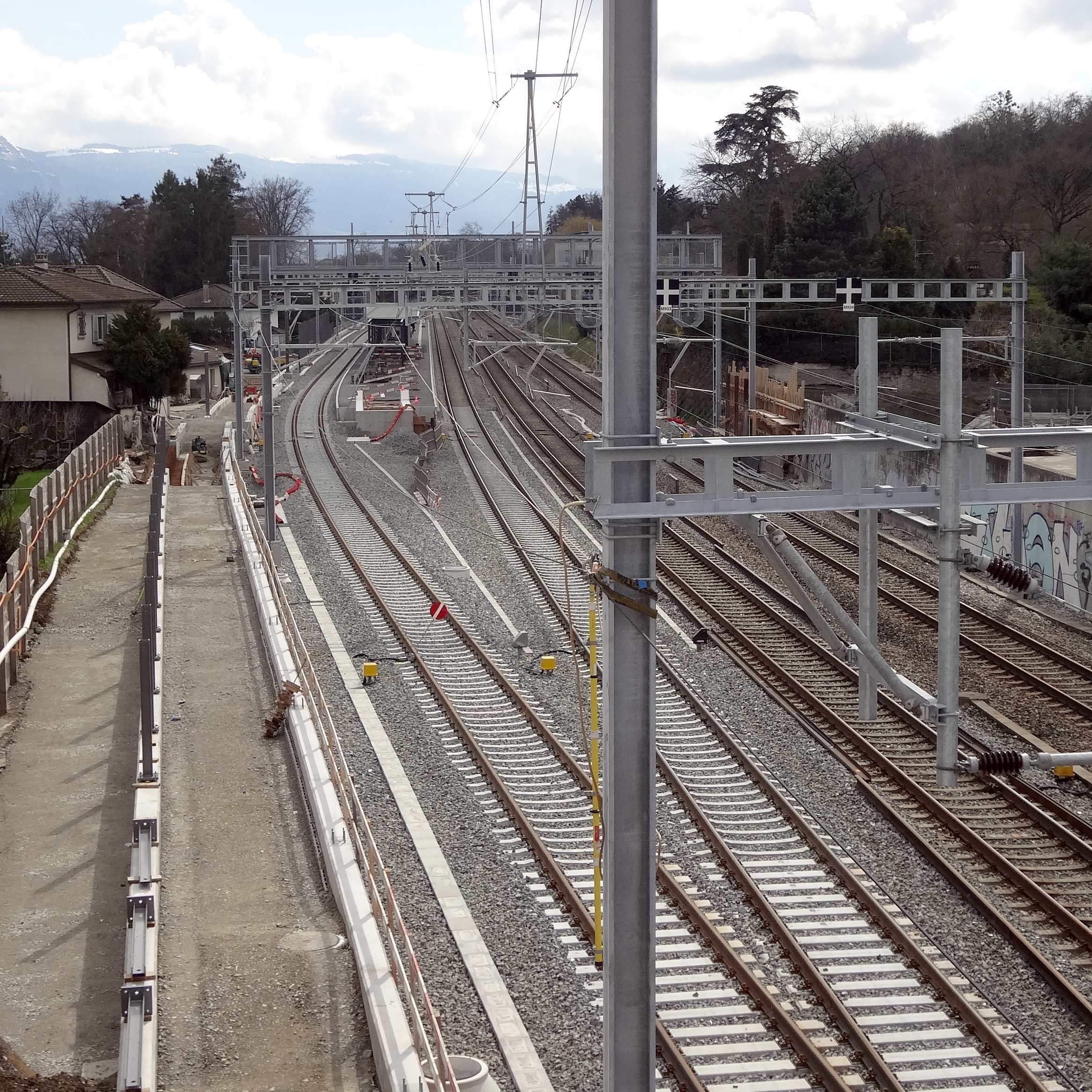
La 4e voie en cours de finition.